# Sekčov (osiedle)
Sekčov – największe osiedle mieszkaniowe w Preszowie, zamieszkane przez ponad 26 tys. ludzi. Budowa osiedla rozpoczęła się pod koniec lat 70. a przerwana została na początku lat 90. XX wieku. Położone jest na lewym brzegu rzeki o tej samej nazwie. Od 1992 docierają tu trolejbusy. Na osiedlu znajdują się 2 kościoły - pw. Podwyższenia Krzyża Św. oraz pw. Chrystusa Króla wybudowany w latach 1993-2000, a także 5 przedszkoli i 3 szkoły podstawowe.